# Rue Vaucanson (Lyon)
Pour les articles homonymes, voir Rue Vaucanson.
La rue Vaucanson est une rue du quartier des pentes de la Croix-Rousse dans le 1er arrondissement de Lyon, en France.

## Situation et accès
La rue débute boulevard de la Croix-Rousse et aboutit rue Général-de-Sève. La rue Calliet se finit sur cette voie. La circulation se fait dans le sens inverse de la numérotation, avec un stationnement des deux côtés, qui commence rue Calliet et qui se termine un peu avant la rue de Sève. La ligne   passe par cette voie mais il n'y a pas d'arrêt de bus sur celle-ci.

## Origine du nom
Jacques Vaucanson (1709-1782) est un inventeur qui perfectionne plusieurs machines utilisées dans l'industrie de la soie.

## Histoire
Sous l'ancien régime, il y avait sur les pentes un couvent de Bernardines. À la révolution française, il est vendu comme bien national et acheté par le médecin Pierre-Jacques Willermoz ; d'où le nom de Clos Willermoz qui sera donné à ce tènement. Des rues sont ensuite tracées. Une de ces rues reçoit le nom de rue Vaucanson par délibération du conseil municipal du 18 juin 1829.